# Remote Manipulator System

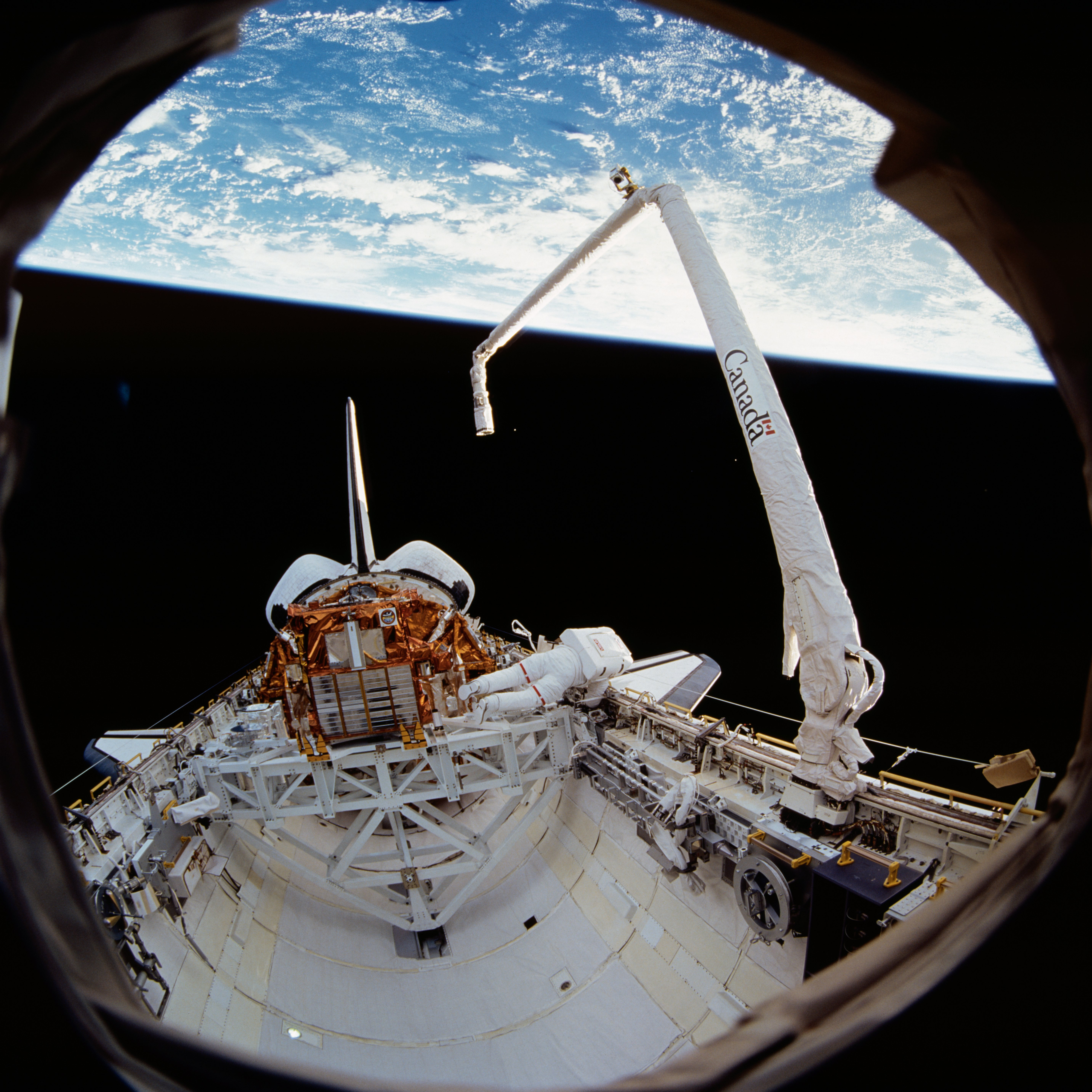
Immagine del braccio robotico durante una missione dello Shuttle

Il Remote Manipulator System (SRMS) o Canadarm 1 è un braccio robotico utilizzato sullo Space Shuttle per manovrare un oggetto o un carico dalla stiva di carico dell'orbiter alla sua destinazione. Può anche essere usato per afferrare un carico esterno e portarlo all'interno della stiva dello Shuttle. È stato utilizzato per la prima volta nella seconda missione STS-2 dello Shuttle il 13 novembre 1981. A seguito dell'incidente allo Shuttle Columbia nella missione STS-107, la NASA ha equipaggiato il braccio robotico con l'Orbiter Boom Sensor System.

## Specifiche
Il braccio robotico è lungo 15,2 metri, un diametro di 38 cm e 6 gradi di libertà. Con un peso di 410kg, possiede sei giunti che corrispondono grossolanamente alle articolazioni di un braccio umano: due giunzione per l'imbardata e il beccheggio della "spalla", una per il beccheggio del "gomito" e tre per l'imbardata, il beccheggio e il rollio del "polso". All'estremità è presente il dispositivo che afferra gli oggetti. Sono presenti due bracci più leggeri che sono chiamati braccio superiore e braccio inferiore. Quello superiore collega le giunzioni della "spalla" e del "gomito" e quello inferiore il "gomito" e del "polso". L'SRMS è collegato al longherone della stiva di carico.

## Capacità

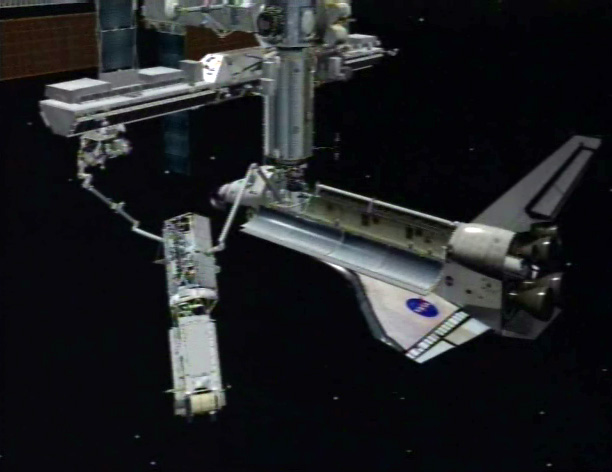
L'SRMS dellAtlantis "passa" il segmento P3/P4 al braccio robotico della Stazione spaziale internazionale durante la missione STS-115 (illustrazione)

L'SRMS è in grado di manipolare carichi con una massa fino a 29 tonnellate nello spazio, anche se, i motori del braccio non sono in grado di sollevare il braccio stesso quando è sulla Terra. L'SRMS può recuperare, riparare e posizionare satelliti, oltre ad essere di aiuto nell'ispezione da parte dei membri dell'equipaggio delle superfici del carico trasportato tramite delle telecamere.
La configurazione di base consiste nel braccio manipolatore, nel pannello di controllo, nei controlli di rotazione e traslazione nei ponte di volo di prua dell'Orbiter e un'unità di interfacciamento per il controllore del braccio che è connessa con il computer dell'orbiter. Nella maggior parte del tempo gli operatori del braccio possono vedere quello che stanno facendo attraverso lo schermo Advanced Space Vision System.
Un membro dell'equipaggio manipola il braccio dalla stazione di controllo sul ponte di volo, un secondo membro dell'equipaggio normalmente assiste le operazioni con la telecamera. In questo modo l'operatore del braccio robotico può controllare le operazioni sia attraverso le finestre del ponte di volo sia con le telecamere.

## Sviluppo e utilizzo

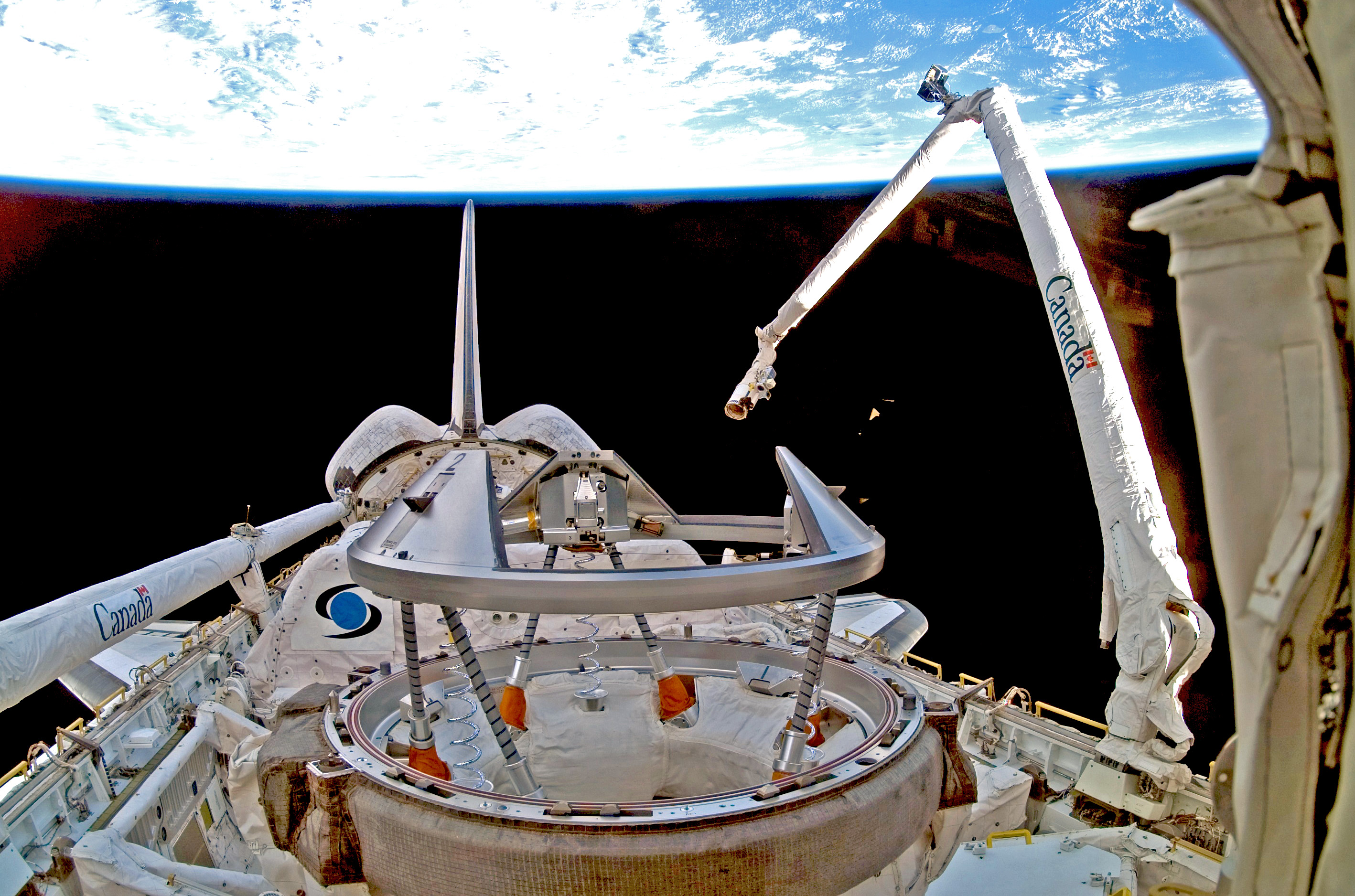
L'SRMS in azione sullo Space Shuttle Discovery nella missione STS-116

Il componente è stato progettato, sviluppato, testato e costruito principalmente dalla SPAR Aerospace, un'azienda canadese. In tutto sono stati consegnati alla NASA cinque bracci robotici (con i codici 201, 202, 301, 302, 303), di cui tre sono attualmente utilizzati. Il primo SRMS è stato utilizzato per la prima volta nella missione STS-2 nel 1981 a bordo del Columbia, ed è stato utilizzato almeno in altre 50 missioni. I bracci SRMS sono stati installati e utilizzati negli altri Orbiter: sul Challenger per la prima volta nella missione STS-7, nel Discovery nel suo primo volo STS-41-D, nell'Atlantis nel suo primo volo STS-61-B ed infine utilizzato nel primo volo dellEndeavour durante la missione STS-49. Il braccio del Challenger è andato distrutto nell'incidente del 1986. La stessa fine è stata subita dal Canadarm  del Columbia nel disastro avvenuto nel 2001 durante STS-107.
Dopo l'installazione del Canadarm2 sulla Stazione Spaziale Internazionale, i due bracci sono stati utilizzati per spostare ed installare segmenti della stazione. L'utilizzo congiunto è stato soprannominato la stretta di mano canadese dai media.
A seguito dell'incidente del Columbia, l'SRMS è stato utilizzato su ogni successivo volo dello Shuttle per ispezionare lo scudo termico e rilevare eventuali danni avvenuti durante il lancio.